# 常盤よしこ
常盤 よしこ（ときわ よしこ、1986年9月11日 - ）は、熊本県を拠点に活動する女性ローカルタレント。熊本県熊本市南区出身。

## 来歴・人物
熊本県熊本市南区（旧下益城郡城南町）出身。

熊本県立熊本農業高等学校卒業後、熊本学園大学に進学。
生まれも育ちも熊本県で、熊本を一度も離れたことがない。
2009年から2012年まで、本名である常盤 繕子名義で、RKKラジオのミミーキャスター（35期）を務めていた。

## 現在の担当番組

### テレビ
- 週刊山崎くん（熊本放送） - リポーター
- ジモト応援！熊本つながるNews（J:COMチャンネル 熊本エリア、J:COM）　月曜日担当 - MC[2]

### ラジオ
- Wakey Wakey!（RKKラジオ）月・火曜日担当 - パーソナリティー
- 昭和歌謡大作戦（RKKラジオ） - パーソナリティー
- 午後2時5分一寸一服（RKKラジオ）日曜担当[3] - パーソナリティー[4]

## 過去の担当・出演番組

### テレビ
- デイリーニュース（J:COMチャンネル 熊本エリア、J:COM）　月・水・木曜日→月曜担当 - MC・アナウンサー[5]
- 若っ人ランド（テレビ熊本）
- マツコの知らない世界SP　「グルメリポーターの世界」（2015年10月6日、TBS）
- わがまま!気まま!旅気分（2015年3月5日、テレビ熊本制作、フジネットワーク各局放送）[6][7]
- RKKワイド夕方いちばん（熊本放送） - リポーター

### ラジオ
- MIZUMASARI YUMEMASARI（FMK エフエム・クマモト）毎週土曜日 - パーソナリティー[8]